# Цоканье
Цо́канье — неразличение аффрикат /ц/ и /ч’/, совпадение их в звуках [ц] и [ц’]. Например, слово «чай» в русских цокающих говорах звучит как [ц’]ай или [ц]ай. Цоканье распространено в говорах севернорусского наречия, в северной и северо-восточной частях его ареала (преимущественно мягкое цоканье), а также в среднерусских говорах Псковской группы и в южной части ареала восточных среднерусских говоров (твёрдое цоканье).
Обычно вместо обоих звуков произносится мягкий [ц'], реже — твёрдый [ц]; иногда оба заменяются на [ч] — тогда это называют чоканьем. Цоканью часто сопутствует неразличение [с] и [ш] — это называют «соканьем» и «шоканьем», в зависимости от того, какой звук произносится вместо них.
Цоканье существует с очень давних времён. В частности, оно присутствовало в древненовгородском диалекте и отражено в новгородских берестяных грамотах. Возможно, возникновение цоканья в древненовгородском диалекте связано с отсутствием эффекта второй палатализации заднеязычных в этом диалекте. При таком понимании цоканье — это не совпадение двух аффрикат в одной, а непоявление второй аффрикаты.